# Magyar Biokémiai Egyesület
A Magyar Biokémiai Egyesület, 1981 előtti nevén Magyar Biokémiai Társaság a biokémia, molekuláris biológia, biotechnológia és a rokon diszciplínák magyarországi művelőit, kutatóit és tudósait önkéntes alapon összefogó tudományos szervezet. Fő célkitűzése a biokémiai kutatások ösztönzése, intézményi és oktatási hálózatának fejlesztése, valamint a legújabb tudományos eredmények bemutatására alkalmas fórumok (konferenciák, vándorgyűlések stb.) szervezése.

## Története
A Magyar Tudományos Akadémia biológiai tudományok osztályának kezdeményezésére a Magyar Biokémiai Társaság 1962. június 30-án alakult meg 123 alapító taggal, akik között a biológiai, orvosi és kémiai tudományok képviselői egyaránt megtalálhatóak voltak. A társaság első elnökéül Tankó Bélát, titkárául Antoni Ferencet választották meg az alakulógyűlésen részt vevő tagok. Az 1960-as–1970-es években nem az egyesület volt a biokémiával foglalkozó magyar tudósokat összefogó egyedüli szervezet, vele párhuzamosan folytatta tevékenységét a Magyar Kémikusok Egyesületén belüli biokémiai szakosztály. A két különálló tudományos szervezet 1981-ben egyesült Magyar Biokémiai Egyesület néven. Tankó Béla 1971-ig vezette az egyesületi munkát, az elnöki tisztségben öt követők sora: Guba Ferenc (1971–1981), Szabolcsi Gertrúd (1981–1986), Dénes Géza (1986–1990), Friedrich Péter (1990–2005) és Fésüs László (2005–).

## Szervezeti felépítése és tevékenysége
Az egyesület tagja a Műszaki és Természettudományi Egyesületek Szövetségének. Szervezeti székhelye korábban az MTA SZBK budapesti, Karolina úti Enzimológiai Intézete, 1989 óta a Debreceni Egyetem Biokémiai és Molekuláris Biológiai Intézete. Külkapcsolatait tekintve egyike az Európai Biokémiai Társaságok Szövetsége (FEBS) nyolc alapító szervezetének, emellett szoros szakmai kapcsolatot tart fenn a Nemzetközi Biokémiai és Molekuláris Biológiai Szövetséggel (IUBMB) is.
Elsődleges célkitűzéseinek megfelelően a szakmai munkát szakosztályokra tagolódva végzi az egyesület, amelynek 2013-ban tíz, szakterület szerint funkcionális biokémiai, neuro-biokémiai, molekuláris biológiai, fehérjekémiai, mikrobiológiai és szteroid-biokémiai, gyógyszer-biokémiai, biomedicinális, biotechnológiai, agrár- és élelmiszer-biokémiai, környezet-biokémiai, valamint jelátviteli szakosztálya működött. A biokémia területén kiemelkedő teljesítmények elismerésére alapította meg az egyesület a Szörényi Imre-díjat és a fiatal kutatóknak adományozható Hári Pál-emlékérmet, amelyeket utóbb váltott fel a kétévente kiosztott Tankó Béla-díj, illetve a fiatal kutatóknak ugyancsak kétévenként odaítélt Gerendás Mihály-emlékplakett.
Az egyesület tagjai 1974-ig évenkénti nagygyűlésen, azt követően kétévenkénti, 2006 után évenkénti vándorgyűléseken adtak számot tudományszakuk legújabb eredményeiről. 1990 és 2006 között a vándorgyűlések ugyan megritkultak, de ugyanebben ebben az időszakban három nemzetközi biokémiai konferenciát szervezett Magyarországra a társaság (1993, 1995, 1997), valamint az 1995-ben az egyesületen belül megalakult molekuláris biológiai szakosztály konferenciái szolgáltak a szakma rendszeres fórumául. A korábbi évtizedekben az egyesület három ízben, 1974-ben, 1990-ben és 2005-ben szervezte meg Budapesten az Európai Biokémiai Társaságok Szövetségének éves kongresszusát.
A társaság lapja az 1977 óta negyedévenként – 2009 óta online – megjelenő Biokémia című folyóirat, amely tudományos cikkek közlése mellett a társaság híreiről, a legújabb hazai és nemzetközi biokémiai eredményekről egyaránt számot ad. Főszerkesztői a megalapítás óta Bagdy Dániel (1977–1997), Székács András (1997–2008) és Szűcs Mária (2009–) voltak. Az alapítástól eltelt évtizedek során a lap szerkesztőbizottsági tagjai között volt Alkonyi István (1978–2006), Antoni Ferenc (1977–1981, 1987–1991), Bagdy Dániel (1977–1997), Bánfalvi Gáspár (1992–2006), Benyhe Sándor (2007–2009), Bősze Szilvia (2009–), Elődi Pál (1991–2002), Erdődi Ferenc (2007–), Falus András (1982–2006), Fésüs László (1987–2006), Fonyó Attila (1977–1978), Gaál József (1986–1990), ifj. Gallyas Ferenc (2009–), Garzó Tamás (1978–1982), Geiszt Miklós (2014–), Gergely Pál (1978–2009), Gráf László (1983–1984), Guba Ferenc (1977–1981), Hidvégi Egon (1977), Hudecz Ferenc (1994–2009), Huszti Zsuzsanna (1985–1994), Kalapos Miklós Péter (1997), Keserű György (2009–2013), Maksay Gábor (2014–), Nagy Ágnes (1978–1981), Nyeste László (1991–2009), Nyitray László (2007–), Sarkadi Balázs (1986–), Solymosy Ferenc (1985–1990), Sümegi Balázs (2007–2009), T. Szabó Mária (1983–1984), Szász Ilma (1978–1991), Szeberényi Szabolcs (1982–1985), Székács András (1996–1997, 2009–), Szondy Zsuzsa (2009–), Váradi András (2007–2013) és Závodszky Péter (1985).